# Tussen Vecht en Eem
De Stichting Tussen Vecht en Eem (TVE) is een samenwerkingsverband van bijna 40 lokale en regionale organisaties op historisch en aanverwant gebied in Het Gooi en omstreken. De stichting wil de kennis op historisch gebied verspreiden en de cultuurhistorische en karakteristieke waarden van de streek behouden. De stichting wil de samenwerking bevorderen van de aangesloten organisaties en instellingen op historisch en aanverwant gebied.
TVE is actief tussen de rivieren de Utrechtse Vecht in het westen en de Eem aan de oostzijde. Noordelijke grens is de voormalige Zuiderzeekust in het noorden en de lijn Loenen aan de Vecht - Lage Vuursche - Baarn in het zuiden. In dit gebied liggen dus het hele Gooi, uitloper van de Utrechtse Heuvelrug. 
Het Algemeen Bestuur bestaat uit vertegenwoordigers van de aangesloten organisaties. Als eigen activiteit geeft TVE viermaal per jaar het tijdschrift "Tussen Vecht en Eem" uit. TVE heeft geen leden, maar donateurs. TVE werd opgericht in 1970, toen er nog maar weinig organisaties, zoals historische kringen, musea en archiefinstellingen, zich actief met de geschiedenis van het Gooi en ommelanden bezighielden. Tot de oprichters behoorde A.C.J. de Vrankrijker, die ook voorzitter was.
In 2009 verscheen de historische Canon Tussen Vecht en Eem, eerst als website, later in boekvorm. Hierin komen de belangrijkste elementen van de regionale geschiedenis aan de orde.

## Werkgroepen
Een aantal werkgroepen heeft tot taak om het boven-lokale onderzoek te bevorderen. Op het ogenblik zijn dat: 
- Werkgroep onderzoeksproject Katholiek & Protestant ca. 1550-1750;
- Werkgroep Regionale Geschiedenis;
- Werkgroep Wandel- & Fietsroutes;
- Werkgroep Oude Wegen tussen Vecht en Eem;
- Werkgroep Klederdrachten Eem- en Gooiland.